# Astrachański Rezerwat Biosfery
Astrachański Rezerwat Biosfery (ros. Астраханский ордена Трудового Красного Знамени государственный природный биосферный заповедник) – ścisły rezerwat przyrody (zapowiednik) w obwodzie astrachańskim w Rosji. Znajduje się w rejonach wołodarskim i kamyziakskim oraz w okręgu miasta Astrachań. Jego obszar wynosi 679,17 km², a strefa ochronna 310 km². Rezerwat został utworzony dekretem rządu Rosyjskiej Federacyjnej Socjalistycznej Republiki Radzieckiej z dnia 4 listopada 1919 roku. W 1975 roku został wpisany na listę konwencji ramsarskiej, a w 1984 roku otrzymał status rezerwatu biosfery UNESCO. W 2007 roku został zakwalifikowany przez BirdLife International jako ostoja ptaków IBA. Dyrekcja rezerwatu znajduje się w Astrachaniu.

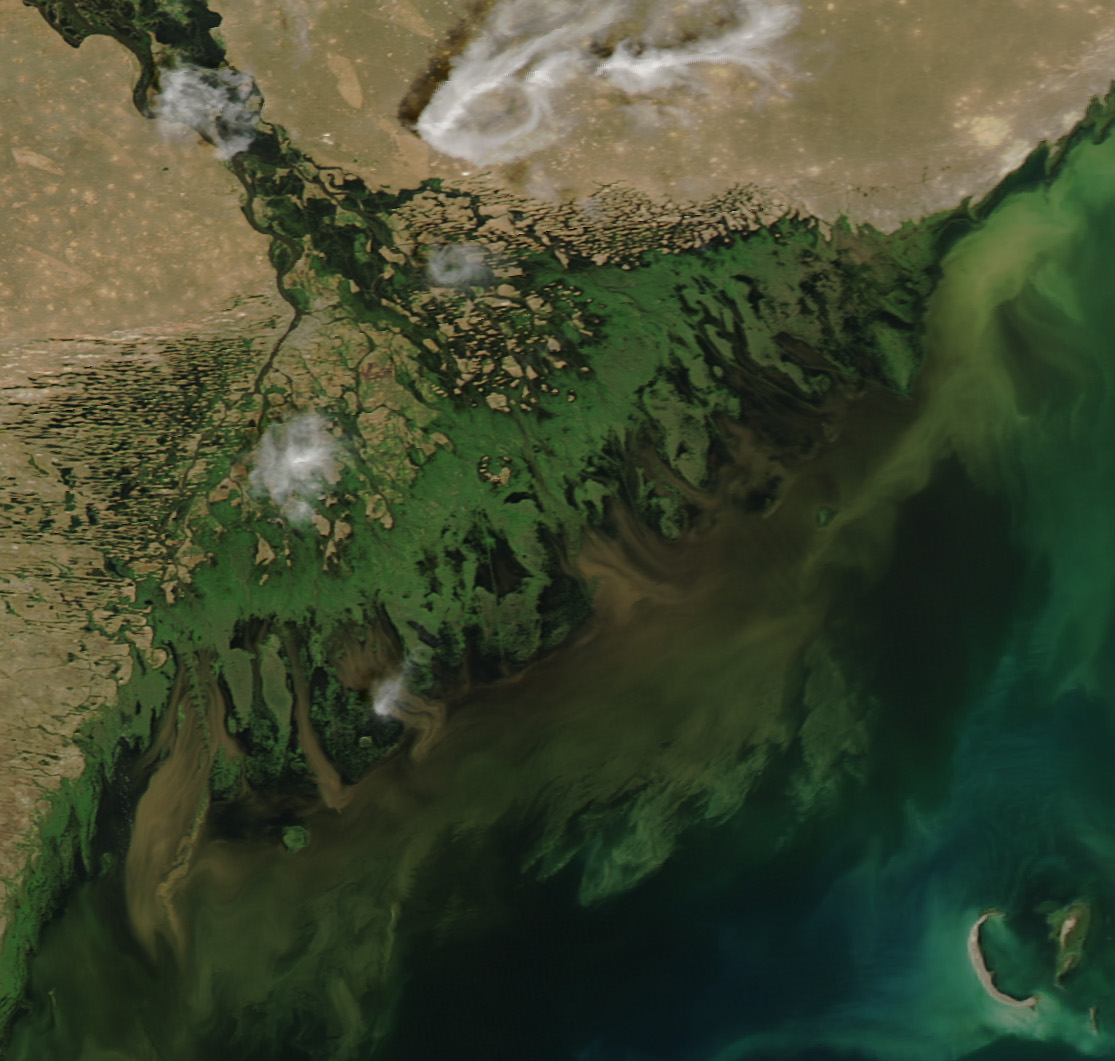
Widok z satelity na deltę Wołgi

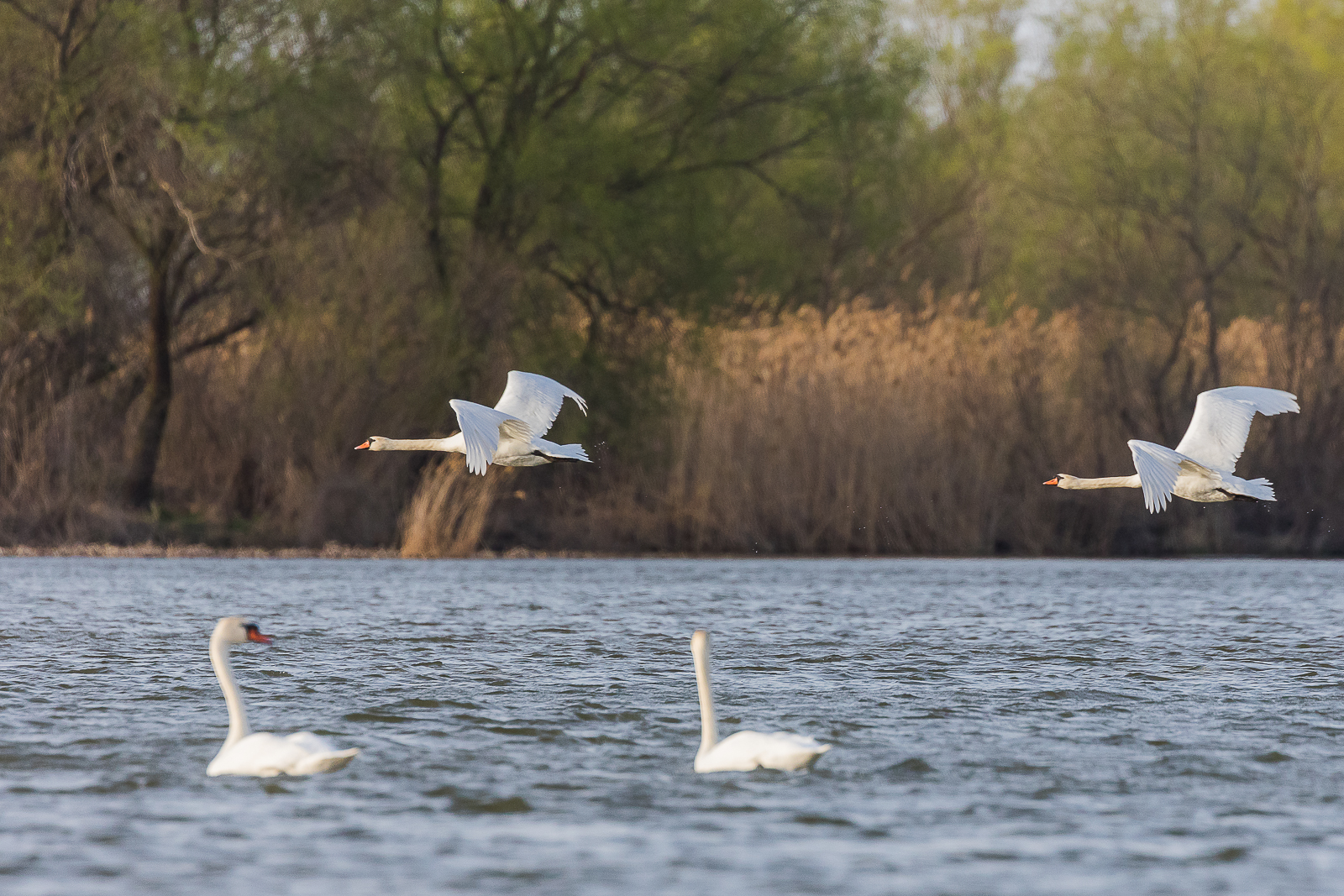

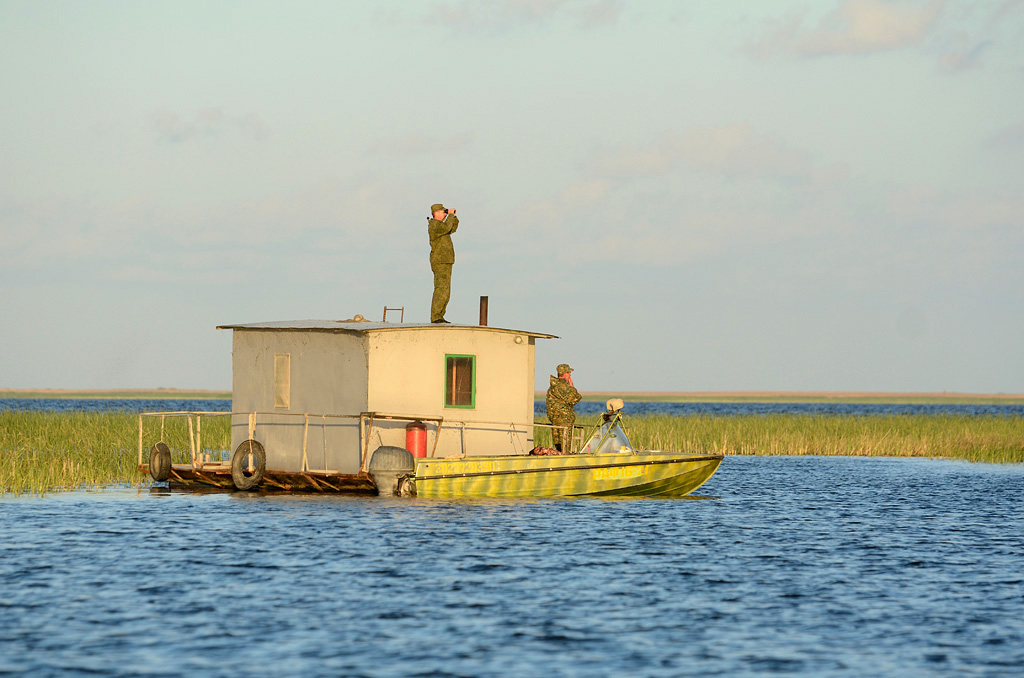
Strażnicy w rezerwacie

## Opis
Rezerwat składa się z trzech części i obejmuje dużą część dolnego biegu Wołgi w obrębie jej delty (największej delty w Europie). Znajduje się na prawie płaskiej Nizinie Nadkaspijskiej, 27–28 metrów poniżej poziomu morza. Cechuje się bardzo skomplikowanym układem kanałów, starorzeczy i wysp.
Panuje tu klimat kontynentalny z gorącymi latami i mroźnymi zimami. Średnia temperatura w styczniu to -9 °C, w lipcu +27 °C.

## Flora
Flora rezerwatu liczy ponad  314 gatunków roślin naczyniowych. Do roślin szeroko rozpowszechnionych należą m.in.: wierzba biała i trójpręcikowa, jeżyna popielica, trzcina pospolita, pałka wąskolistna, trzcinnik piaskowy, mietlica rozłogowa, jeżogłówka gałęzista, lotos orzechodajny, łączeń baldaszkowy, kotewka orzech wodny, grzybieńczyk wodny, salwinia pływająca, rzęsa drobna, rdestnica przeszyta, nurzaniec śrubowy i rogatek sztywny.

## Fauna
Delta Wołgi to jeden z najważniejszych obszarów na kontynencie euroazjatyckim, gdzie ptaki gromadzą się w okresach sezonowych migracji. Ogółem awifauna rezerwatu liczy 307 gatunków ptaków, z których 116 tutaj gniazduje. Dlatego też rezerwat jest wpisany na listę konwencji ramsarskiej. Występuje tu wielu rzadkich i zagrożonych gatunków ptaków, z czego 16 gatunków jest wpisanych do Czerwonej księgi gatunków zagrożonych (IUCN).
Żyją tu m.in. pelikan kędzierzawy, żuraw biały, bielik, mewa śmieszka, kormoran mały, szczudłak zwyczajny, szablodziób zwyczajny, bernikla rdzawoszyja, orzeł przedni, orzeł stepowy, sokół wędrowny, kulon zwyczajny, drop zwyczajny.
W rezerwacie jest niewiele ssaków. Są to głównie: dzik euroazjatycki, wilk szary, lis rudy, wydra europejska, myszarka polna.
Na terenie rezerwatu żyją cztery gatunki płazów: żaba śmieszka, grzebiuszka ziemna, ropucha zielona i rzekotka drzewna.
Z gadów żyją tu żółw błotny, jaszczurka zwinka, zaskroniec zwyczajny i zaskroniec rybołów.